# アルハイム
アルハイム (ドイツ語: Alheim)はドイツ連邦共和国ヘッセン州カッセル行政管区のヘルスフェルト＝ローテンブルク郡に属す町村（以下、本項では便宜上「町」と記述する）である。

## 地理
この町は、カッセルの南東約 35 km、ローテンブルク・アン・デア・フルダの北西わずか数 km に位置している。クニュル山地およびシュテルツィンガー山地のフルダ川の両岸に広がっている。この山地にある高さ 549 m のアルハイマー山が町名の由来である。

### 自治体の構成
この町は、以下の地区で構成されている。
- バウムバッハ
- エルトペンハウゼン
- ハイネバッハ
- ヘルガースハウゼン
- リヒャーローデ
- ニーダーエレンバッハ
- ニーダーグーデ
- オーバーエレンバッハ
- オーバーグーデ
- シュターケルスハウゼン

町の人口は約 5,300人で、このうち2,500人以上が10地区中最大地区でアルハイムの経済中心であるハイネバッハに住んでいる。

### 隣接する市町村
アルハイムは、北はモルシェンおよびシュパンゲンベルク（ともにシュヴァルム＝エーダー郡）、東はローテンブルク・アン・デア・フルダ、南はルートヴィヒスアウ（ともにヘルスフェルト＝ローテンブルク郡）、西はクニュルヴァルト（シュヴァルム＝エーダー郡）と境を接している。

## 歴史
この町は、市町村再編に伴って、バウムバッハ、エルトペンハウゼン、ハイネバッハ（それまでメルズンゲン郡に属していた）、ヘルガースハウゼン、リヒャーローデ、ニーダーエレンバッハ、ニーダーグーデ、オーバーエレンバッハ、オーバーグーデ、シュターケルスハウゼンが1972年8月1日に合併して成立した。

### 人口
| 年             | 人口（人） |
| -------------- | ---------- |
| 1970           | 4,747      |
| 1981           | 4,534      |
| 2003           | 5,311      |
| 2014年12月31日 | 5,032      |

## 行政

### 議会
2016年の選挙以降、この町の議会は、23議席で構成されている。

### 首長
ヘッセン州では1993年から直接選挙で首長を選出している。2020年11月29日の町長選挙では無所属のヨーヘン・シュミットが 53.19 % の票を獲得して当選した。

### 姉妹自治体
- ザンドホーフェン（オランダ語版、英語版）（ベルギー、アントウェルペン州）2001年

この町の最大地区であるハイネバッハは、1971年にザンドホーフェンに属すプレ地区と姉妹関係を結んだ。

## 文化と見所

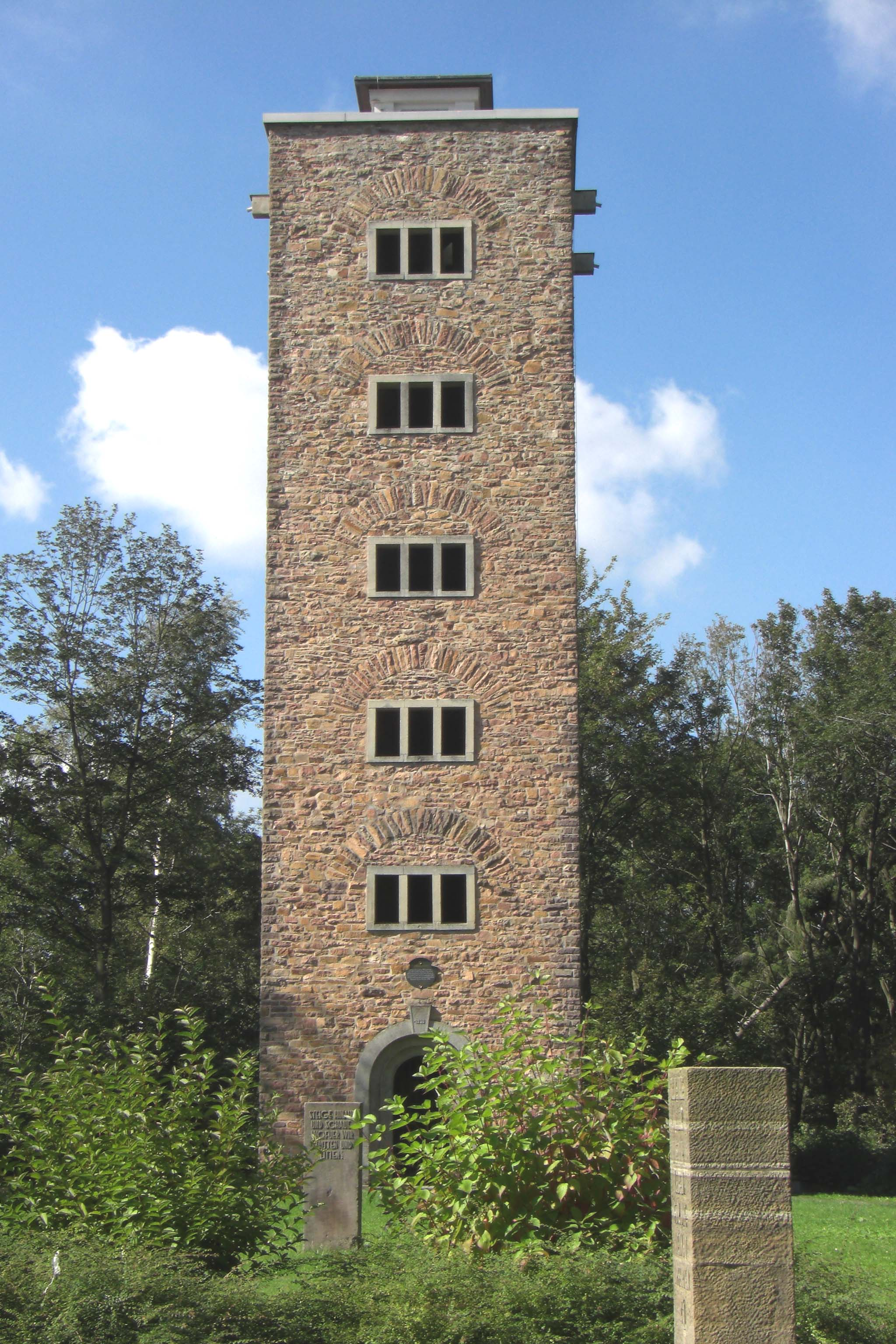
アルハイマー塔

テーマを定めた遊歩道が整備されている。建築史学習・体験路、水の体験路、文化史遊歩道は特筆に値する。ハイネバッハ地区の周囲には以下の自転車道がある:
- ヘッセン広域自転車道 R1号線（フルダ自転車道）レーン山地（ドイツ語版、英語版）の高台からフルダ川沿いに、ヴェーザー河畔のバート・カールスハーフェンまでの 250 km[7]。
- ヘッセン広域自転車道 R5号線（北ヘッセンルート・エーダー＝フルダ＝ヴェラ）はウプラントのヴィリンゲンから、エーダー湖（ドイツ語版、英語版）の南岸沿いにホムベルク (エフツェ)やローテンブルク・アン・デア・フルダを経由してヴェラ川沿いのヴァンフリートまで全長 220 km 以上である[8]。
- D-ルート 9号線（ヴェーザー＝ロマンティック街道） 北海からブレーメン、カッセル、フルダ、タウバータールを通ってアルゴイ（ドイツ語版、英語版）のフュッセンまで (1,197 km)[9]。

人気のハイキングの目的地となっているのが、シュテルツィンガー山地のアルハイマー山に建つアルハイマー塔である。

### 建築
- いくつかの地区の教会は、その一部に中世の防護壁を遺している。
- ハイネベルクには、避難城砦の跡が遺されている。これは8世紀から10世紀に建設された防衛施設である。1974年の発掘でここから中世初期の教会の基礎が出土した。